# Wu Jiang
Wu Jiang (chiń. 乌江; pinyin Wū Jiāng) – rzeka w Chinach, największy południowy dopływ Jangcy.
Źródła rzeki znajdują się w górach na pograniczu Guizhou i Yunnanu, niedaleko Weining. Następnie przebija się ona przez wzgórza w kierunku wschodnim, by w Sinan skręcić na północ, wpłynąć na teren miasta wydzielonego Chongqing i wpaść do Jangcy koło Fuling. Rzeka Wu ma rozbudowany system dopływów, wśród 15 największych są rzeki Liuchong, Maotiao, Qingshui, Xiang, Hongdu, Furong i Tangyan. Główny nurt (w górnym biegu nazywany, odpowiednio, Yachi i Sancha) ma o długość 1100 km, a cała powierzchnia dorzecza wynosi ok. 80 tys. km². 
Rzeka Wu i jej dopływy płyną przez bardzo górzysty, wapienny i krasowy teren; ze tego względu nie nadawała się do żeglugi (bystrza, porohy itp. w nurcie), aż do lat 50. XX w., kiedy to wyregulowano ok. 480 km jej biegu na tyle, by umożliwić korzystanie z niej niewielkim jednostkom motorowym. W systemie rzeki Wu zbudowano wiele tam i hydroelektrowni.